# Masacre de Cos

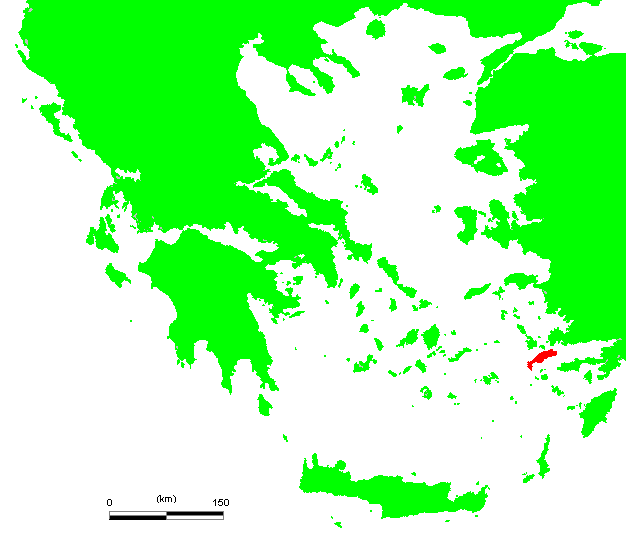
Ubicación de Kos en el Mar Egeo

La masacre de Cos (en italiano: Eccidio di Kos) fue un crimen de guerra perpetrado a principios de octubre de 1943 por la Wehrmacht contra prisioneros de guerra del ejército italiano en la Isla de Cos, en el Dodecaneso, por entonces bajo ocupación italiana. Alrededor de un centenar de oficiales italianos fueron fusilados por orden del general Friedrich-Wilhelm Müller, tras ser considerados traidores por resistir la invasión alemana de la isla (conocida como batalla de Cos, parte de la campaña del Dodecaneso).

## Contexto
Cos estuvo ocupada por Italia desde la Guerra Italo-Turca de 1912, que puso fin al largo dominio otomano sobre la isla. Durante la Segunda Guerra Mundial, Cos adquirió importancia por su aeródromo cercano a Antimaquia. El armisticio de Cassibile, firmado el 8 de septiembre de 1943, estipulaba la rendición de Italia a los aliados, fue recibida con entusiasmo tanto por el ejército italiano como por la población local con la esperanza de una conclusión inminente de la guerra. Los pocos alemanes que había en la isla fueron tomados por sorpresa y fácilmente desarmados. Poco después, más de 1.500 tropas británicas desembarcaron en Cos para ayudar a los aproximadamente 4.000 soldados italianos a defender la isla de una posible invasión alemana.
En la madrugada del 3 de octubre, la 22.ª División Aerotransportada alemana (entonces estacionada en Creta), comandada por el general Friedrich-Wilhelm Müller, inició la Operación Oso Polar aterrizando en tres lugares diferentes de la isla, tanto desde el mar como desde el aire. Durante la batalla no hubo coordinación entre italianos y británicos, la RAF no pudo proporcionar cobertura aérea y la falta de suficiente artillería antiaérea permitió al Fliegerkorps X de la Luftwaffe llevar a cabo intensos bombardeos aéreos sin ser molestados. Así, aunque las fuerzas terrestres que defendían Cos superaban ampliamente en número a los alemanes (unos 5.500 ingleses e italianos frente a aproximadamente 1.000 alemanes), se rindieron el 4 de octubre. Un total de 1.388 británicos y 3.145 italianos fueron capturados y reunidos en el castillo de Neratzia en la ciudad de Cos.

## La masacre
Entre el 4 y el 6 de octubre, 148 oficiales italianos capturados (que pertenecían al 10.º Regimiento, 50.ª División de Infantería Regina, comandada por el coronel Felice Leggio) fueron sometidos a un juicio sumario ordenado por Müller. Se concluyó que todos los oficiales que habían permanecido leales al rey Víctor Manuel III y, como resultado, habían resistido a los alemanes, debían ser fusilados. Finalmente, de los 148 oficiales, siete cambiaron de bando y se unieron a los alemanes, 28 lograron escapar a Turquía, 10 fueron hospitalizados y posteriormente trasladados a campos en Alemania, mientras que los 103 restantes fueron fusilados por los hombres de Müller entre la tarde del 4 al 7 de octubre cerca de la salina de Alyki (Tigaki).

## Consecuencias

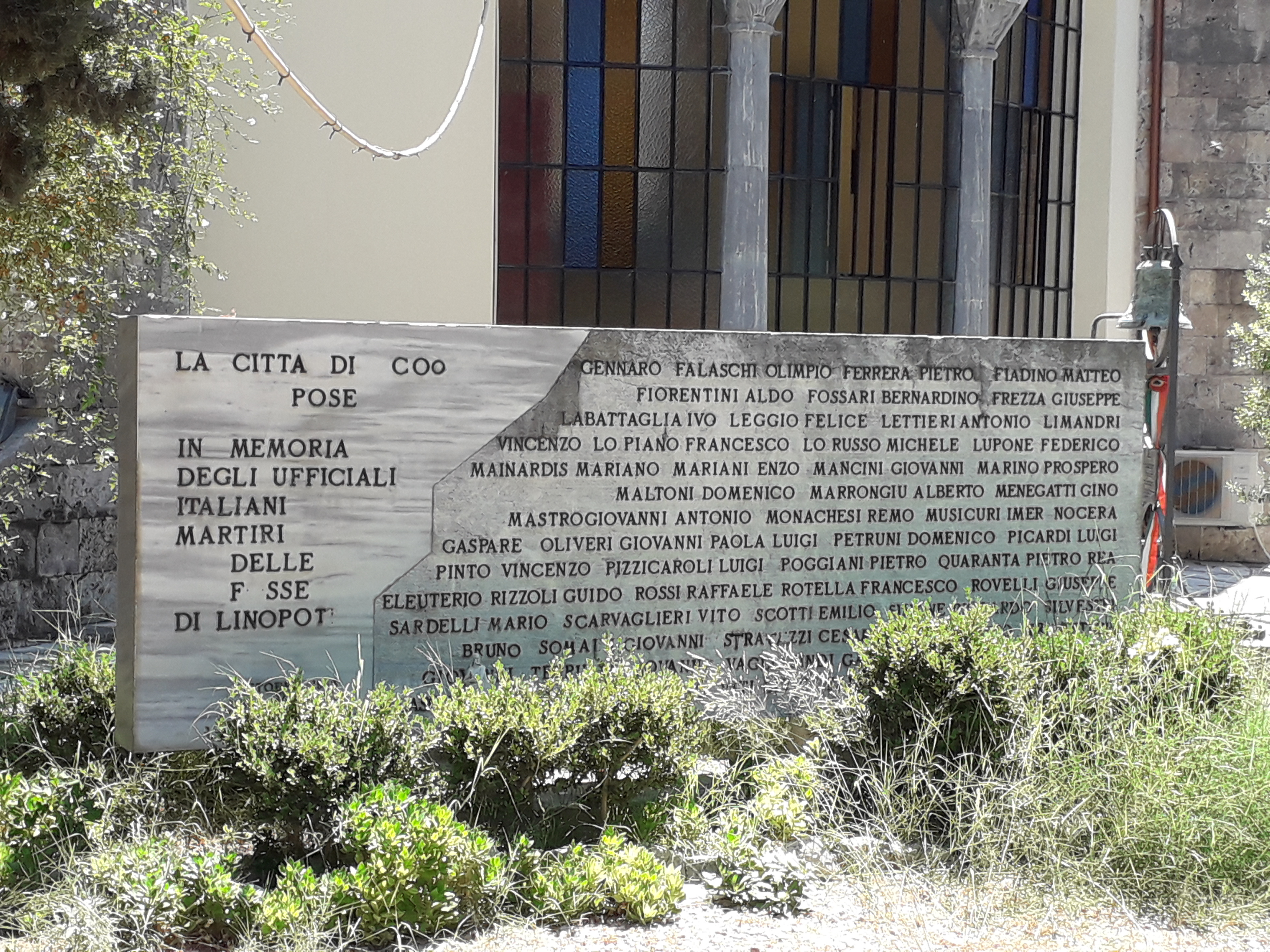
Memorial de la masacre de Cos frente a la iglesia Agnus Dei

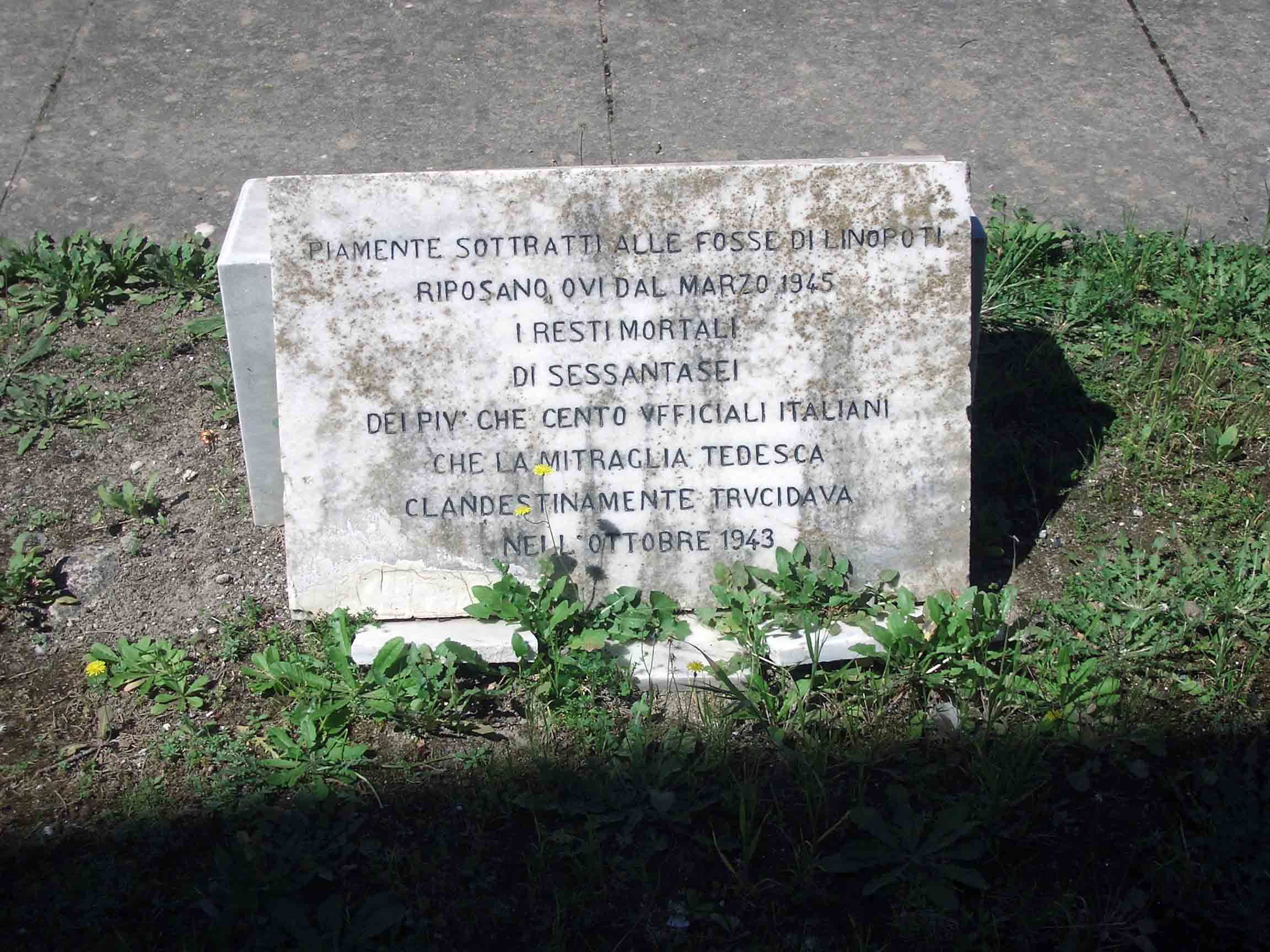
Placa conmemorativa en el cementerio de Kos

En febrero de 1945, se exhumaron 66 cuerpos de ocho fosas comunes cerca de Linopotis y se enterraron en el cementerio católico de Cos. En 1954, estos cuerpos fueron transportados a Italia y enterrados en un monumento conmemorativo de la Segunda Guerra Mundial en Bari. Aunque en Cos seguían desaparecidos muchos cadáveres, hasta 2015 no se emprendió ninguna campaña de investigación para localizarlos. Después, un grupo de voluntarios griegos e italianos llevaron a cabo excavaciones en las que desenterraron restos humanos y objetos personales. Los restos recuperados fueron colocados en una urna de mármol en el osario del cementerio católico de Cos. 
Tras finalizar la guerra, el general Müller fue capturado en Prusia Oriental por el Ejército Rojo y extraditado a Grecia, donde fue juzgado y condenado a muerte por un tribunal militar por atrocidades de represalia contra civiles en Creta (pero no por los sucesos de Cos). Fue ejecutado el 20 de mayo de 1947 por un pelotón de fusilamiento en Atenas y fue la única persona entre los responsables de la masacre que fue castigada. 

### Elarmario de la vergüenza
En 1994, durante el juicio al ex SS Erich Priebke, se descubrieron documentos vinculado con la masacre de Cos, entre muchos otros archivos, en un archivo localizado en un armario de madera frente a la pared (el armario de la vergüenza ) en la cancillería de la fiscalía militar de Roma. En 2003, las investigaciones realizadas por una comisión parlamentaria revelaron que, en enero de 1960, el fiscal general militar italiano, general Enrico Santacroce, había firmado una orden de presentación de casi 2.000 expedientes sobre crímenes de guerra nazis. En el contexto de la Guerra Fría, el fiscal general militar estaba bajo una fuerte presión política para encubrir el material por parte de los ministros G. Martino y P. Taviani, que temían que Alemania, el aliado de Italia en la OTAN, estuviera molesta.